# Erich von Biedermann
Erich Ernst Moritz Freiherr von Biedermann (* 28. August 1874 in Techritz, Königreich Sachsen; † 3. Februar 1931 in Teplitz-Schönau, Tschechoslowakei) war ein deutscher Geheimer Legationsrat, Rittmeister und Rittergutsbesitzer. Heute bekannt ist er als Bauherr des Erweiterungsbaus des Schlosses Thürmsdorf und des Schlossparkes sowie der Malerweg-Kapelle in der Sächsischen Schweiz.

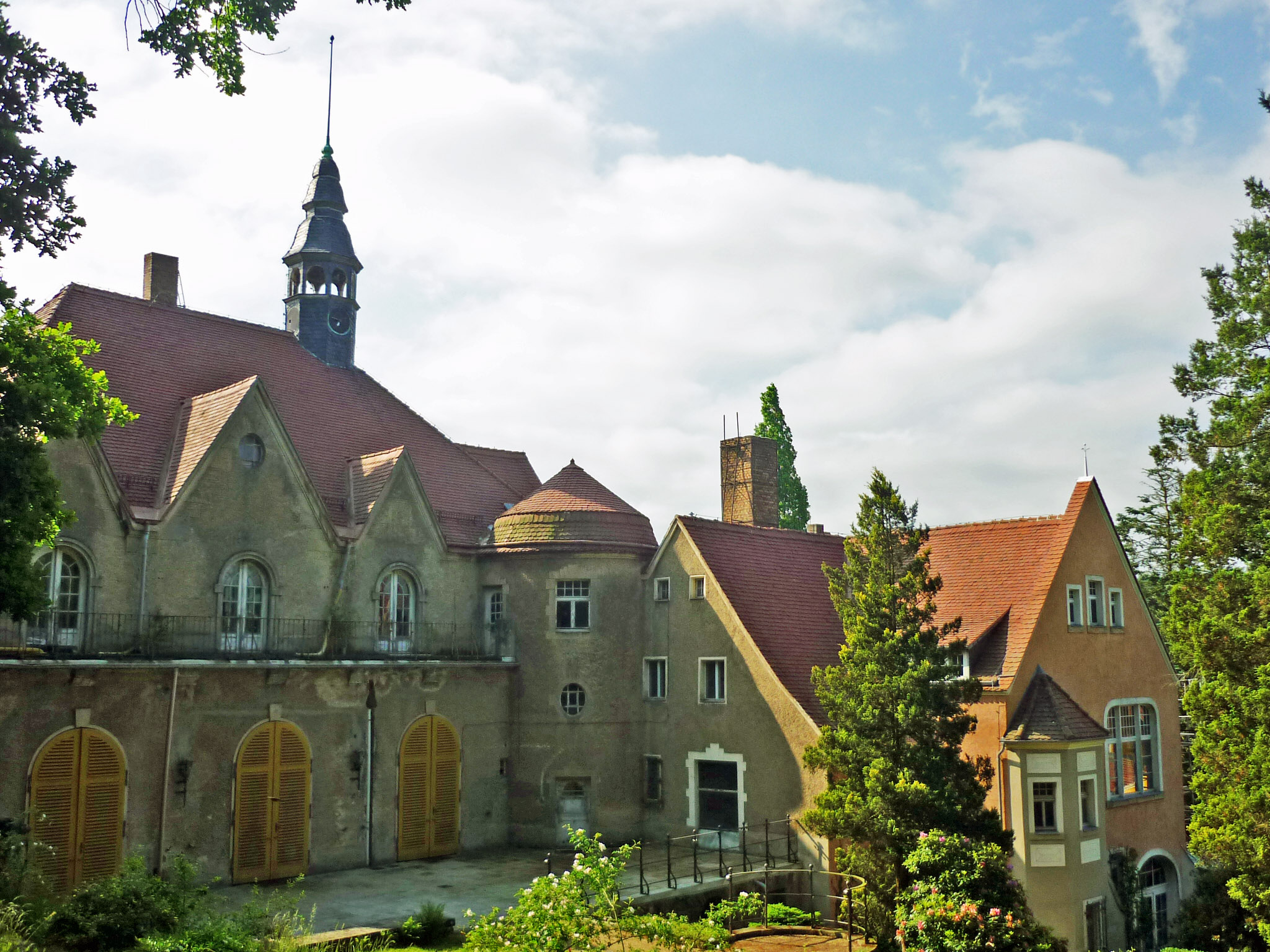
Schloss Thürmsdorf, seit 1907 in Besitz Biedermanns

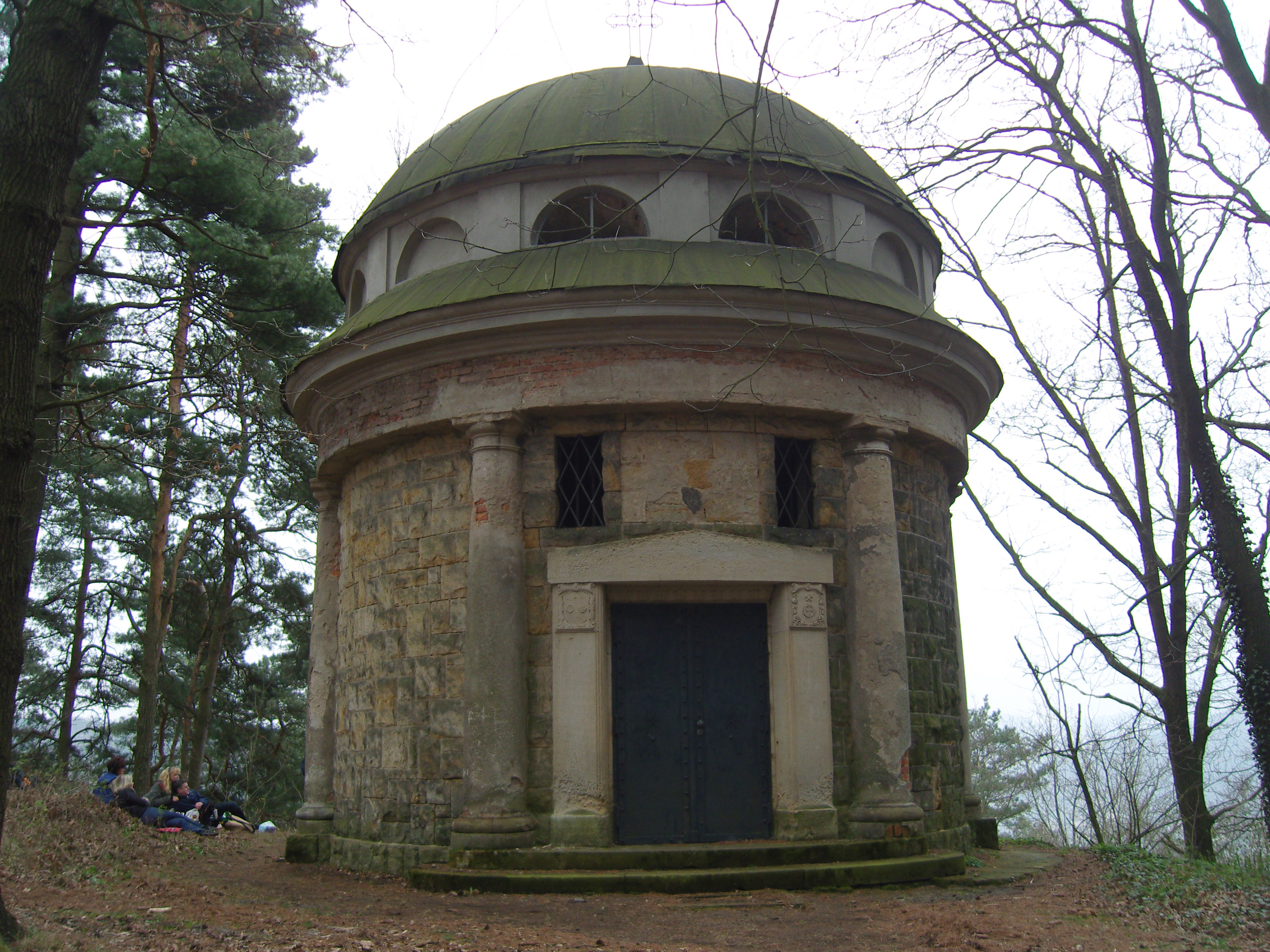
Biedermann-Mausoleum bei Thürmsdorf, seit 2016 Malerweg-Kapelle

## Leben
Er stammt aus dem sächsischen Adelsgeschlecht der Freiherren von Biedermann und war der Sohn des sächsischen Lotterie-Kollektors Edgar Ernst Moritz Freiherr von Biedermann (1849–1914). 
Der Generalmajor Moritz Oskar Freiherr von Biedermann war sein Großvater.
Nach Jurastudium in Leipzig und Tätigkeit als Gerichtsreferendar war er im Diplomatischen Dienst des Königreichs Sachsen tätig. Er wurde 1906 als Legationssekretär zur sächsischen Gesandtschaft nach Wien berufen und 1912 zum Legationsrat ernannt. 
Nach dem 1907 erfolgten Erwerb des Rittergutes ließ er 1908 den hinteren Gebäudeteil anbauen. Außerdem schuf der königlich-sächsische Gartenbaudirektor Max Bertram im Auftrag bis 1912 den 3,5 Hektar großen Schlosspark mit Teich und Rosengarten.
Auf Wunsch seiner Ehefrau Helene Freifrau von Biedermann ließ er in den Jahren 1920/21 am östlichen Rand des Rittergutsgrundstückes, direkt am Steilabhang des Elbtals, nach Plänen des Architekten Max Hans Kühne aus Dresden ein Mausoleum für seine Familie errichten. Unter der aus Sandstein und Ziegeln bestehenden halbsäulengegliederten Rotunde mit kuppelförmigem Dachaufbau befindet sich die Gruft. Darin wurden 1921 zunächst Helene sowie die Mutter des Freiherrn bestattet und 1931 er selbst, nachdem seine Leiche aus Teplitz hierher überführt worden war. Außerdem fand im Mausoleum seine frühverstorbene Tochter Dominika ihre Ruhestätte.
Nach dem Tod seiner erster Frau heiratete er 1922 die aus Westaustralien stammende Witwe Annie Ellie Walsh geborene Scott (1880–1965).